# Чамикуро (язык)
Чамикуро (чамеколо) — аравакский язык, распространенный в городе Лагунас (Перу), сегодня в мире осталось всего лишь 8 людей, способных на нём разговаривать. Он является одним из официальных языков в Перу, где проживает от 10-20 людей племени чамикуро. На родном языке племени говорят только взрослые, дети и молодежь разговаривают исключительно на испанском, но даже несмотря на малозначительность, существует несколько словарей данного языка. На сегодняшний день, вряд ли стоит надеяться на будущее возрождение этого языка, скорее всего он исчезнет вместе со своими последними носителями.
С точки зрения М. Рулена, языку чамикуро идентичен язык агуано.